# Hajdúszovát
Hajdúszovát is een plaats (község) en gemeente in het Hongaarse comitaat Hajdú-Bihar. Hajdúszovát telt 3200 inwoners (2001).